# Мната
Мната (чеш. Mnata) — второй из семи легендарных чешских князей от легендарного основателя династии Пршемысловичей Пршемысла Пахаря, до первого исторически достоверного князя Борживоя. Имена этих князей впервые встречаются в «Чешской хронике» Козьма Пражского, откуда попали в большинство исторических трудов вплоть до работы XIX века Франтишека Палацкого «История чешского народа в Чехии и Моравии».
Согласно одной из теорий, количество князей соответствует изображению на фресках на стенах ротонды в Зноймо в Моравии. Однако Анежка Мерхаутова утверждает, что на фреске изображены все представители династии Пржемысловичей, в том числе младших князей Моравии.

## Происхождение имени
Завис Каландра полагал, что в именах семи князей были зашифрованы древнеславянские названия дней недели – Мната был вторым днём недели – понедельником, (ср. нем. Montag). Согласно другой теории, это имя происходит из-за ошибки в поврежденной старинной славянской рукописи.

## Семь мифических князей
| Семь князей Чехии после Пржемысла | Семь князей Чехии после Пржемысла |
| --------------------------------- | --------------------------------- |
| Незамысл                          |                                   |
| Мната                             |                                   |
| Войен                             |                                   |
| Внислав                           |                                   |
| Кржесомысл                        |                                   |
| Неклан                            |                                   |
| Гостивит                          |                                   |